# 根岸貴幸
根岸 貴幸（ねぎし たかゆき、1961年8月6日 - ）は、日本の作曲家、編曲家、音楽プロデューサー。東京都出身。

## 略歴
1983年頃よりシンセサイザー・オペレーターとして活動開始。アニメ作品を中心に劇伴を担当することが多く、編曲家としても多数の楽曲を手がける。音楽プロデューサーとして永井真理子・森口博子などプロデュース。1996年には、一時降板した大野雄二に代わり『ルパン三世』の劇伴を担当し、「ルパン三世のテーマ」の編曲も行った。

## 参加作品

### アニメ
- 楽勝!ハイパードール（1995年）
- ルパン三世 トワイライト☆ジェミニの秘密（1996年）
- カードキャプターさくら（1998年）
- 菜々子解体診書（1998年）
- 東京ミュウミュウ（2002年）
- クラッシュギアNitro（2003年）[1]
- 成恵の世界（2003年）
- F-ZERO ファルコン伝説（2003年）
- わがまま☆フェアリー ミルモでポン!（わんだほう～）（2004年）
- 低俗霊DAYDREAM（2004年）
- いちご100%（2005年）[2]
- CLUSTER EDGE（2005年）
- 東京魔人學園剣風帖（2007年）
- 爆丸バトルブローラーズ（2007年）
  - ニューヴェストロイア（2010年）
  - ガンダリアンインベーダーズ（2011年）
- Mnemosyne-ムネモシュネの娘たち-（2008年）
- カードファイト!! ヴァンガード（2011年）
  - アジアサーキット編（2012年）
  - リンクジョーカー編（2013年）
  - ヴァンガード レギオンメイト編（2014年）
- ガイストクラッシャー（2013年、田中公平と共同）
- カードキャプターさくら クリアカード編（2018年）

### 映画
- ルパン三世 DEAD OR ALIVE（1996年）
- 劇場版カードキャプターさくら（1999年）
- 劇場版カードキャプターさくら 封印されたカード（2000年）
- パートナーズ（2010年）

### ドラマ・実写
- 西部警察 SPECIAL（2004年）
- 美少女戦麗舞パンシャーヌ 奥様はスーパーヒロイン!（2007年）

### バラエティ
- とんねるずのみなさんのおかげです『仮面ノリダー』（1989年）劇中音楽

### ゲーム
- 天外魔境
  - 天外魔境 電脳絡繰格闘伝（1995年）
  - 天外魔境 第四の黙示録[注 2]（1997年）
- ブラッディロア（1997年、PS版）
  - ブラッディロア2（1999年、PS版）
  - ブラッディロア3（2000年）
- 星の丘学園物語 学園祭（1998年）
- バッケンローダー（1998年）
- サンライズ英雄譚（1999年）
- 新世紀GPXサイバーフォーミュラ 新たなる挑戦者（1999年）

### 編曲
アニメ関連
- ウヨンタナ - ユメノカケラ
  - テレビアニメ 「ベターマン」オープニング
- 田中公平 - 御旗のもとに
  - テレビゲーム 「サクラ大戦3 〜巴里は燃えているか〜」
- 真宮寺さくら（横山智佐）& 帝国華劇団 - 檄!帝国華撃団
  - テレビゲーム「サクラ大戦」主題歌
- 三重野瞳
  - 終わらない季節
    - テレビアニメ「覇王大系リューナイト」

  - 風の翼
    - OVA「覇王大系リューナイト」

  - どしゃぶりの天使
    - ラジオドラマ「ゴクドーくん漫遊記外伝2 JAJA姫武遊伝」

  - 遙かな祈り
    - 劇場版「はじまりの冒険者たち レジェンド・オブ・クリスタニア」

  - 光の地図
    - 劇場版&OVA「はじまりの冒険者たち レジェンド・オブ・クリスタニア」

  - 瞳にDiamond
    - テレビアニメ「覇王大系リューナイト」

  - 未知への扉
    - ラジオドラマ「聖刻覇伝 ラシュオーンの嵐」

  - 夢にStay
    - ラジオドラマ「覇王大系リューナイト」

  - Dollたちの独立記念日
    - ラジオドラマ「覇王大系リューナイト」

  - oasis
    - ラジオドラマ「聖刻覇伝 ラシュオーンの嵐」

  - Run ～今日が変わるMagic～
    - 「覇王大系リューナイト」

  - Wonderful Bravo!
    - ラジオドラマ「ゴクドーくん漫遊記外伝2 JAJA姫武遊伝」
- 下成佐登子
  - Save my love
    - 劇場版＆OVA「はじまりの冒険者たち レジェンド・オブ・クリスタニア」

  - いつか星の海で
    - テレビアニメ「勇者王ガオガイガー」エンディング
- 緑山高校甲子園編
  - 遅れて来た勇者たち
- 笠原弘子
  - コンディション・グリーン 〜緊急発進〜
    - テレビアニメ「機動警察パトレイバー」後期オープニング
- 金月真美
  - もっと!モット!ときめき
    - OVA「ときめきメモリアル」
- 藤崎詩織
  - 教えてMr.Sky
  - 終わらないメモリー
  - 卒業アルバム
  - 夢をあきらめないで
    - （岡村孝子の同名曲カバー）

  - Memories -地球はメリーゴーランド-
  - はぐれそうな天使
    - （岡村孝子の同名曲のカバー）
- 館林見晴
  - ANGEL EYES
- 花岡幸代
  - HANDS
    - テレビアニメ「クッキングパパ」後期エンディング
- ※-mai-
  - 鎮 -requiem-
    - テレビアニメ「ベターマン」エンディング

  - 導 -revelation-
    - テレビアニメ「ベターマン」最終回エンディング
- 遠藤正明
  - 勇者王誕生!
    - テレビアニメ「勇者王ガオガイガー」オープニング
- きただにひろし
  - ウィーアー!
    - テレビアニメ「ONE PIECE」初代オープニング

  - ウィーゴー!
    - テレビアニメ「ONE PIECE」オープニング
- 吉成圭子
  - 明日への勇気
    - テレビアニメ「魔法騎士レイアース」第一章エンディング
- 日笠陽子
  - 美しき残酷な世界
    - テレビアニメ「進撃の巨人」第一期エンディング

アニメ以外
- 永井真理子
  - TIME -Song for GUNHED-
    - 東宝配給「ガンヘッド」主題歌

  - ミラクル・ガール
    - テレビアニメ「YAWARA!」初代オープニング

  - ZUTTO
    - 「邦ちゃんのやまだかつてないテレビ」エンディング

  - YOU AND I
    - テレビアニメ「YAWARA!」4代目オープニング

  - 1987年から1992年まで発表した永井の全楽曲編曲を担当。
- 中山美穂
  - SWITCH ON
- 高橋由美子
  - Fight!
  - 笑顔の魔法
  - 他アルバム「Scarlet」「PEACE!」「dream」にてそれぞれ数曲

## 書籍
- ポップス・アレンジ法（1996年、リットーミュージック刊）